# لرده شور
لرده شور یک روستا در ایران است که در دهستان اوریاد واقع شده‌است. لرده شور ۱۸۴ نفر جمعیت دارد.